# Bahnstrecke Pronsfeld–Waxweiler
| |                      |                              |                              |
| Streckennummer: | 3103                 |                              |                              |
| Kursbuchstrecke (DB): | ex. 248p             |                              |                              |
| Kursbuchstrecke: | 248t (1946)          |                              |                              |
| Streckenlänge: | 8,5 km               |                              |                              |
| Spurweite: | 1435 mm (Normalspur) |                              |                              |
| |                      |                              |                              |
| \| \| \| Westeifelbahn von Gerolstein \| \| \| \| 0,0 \| Pronsfeld \| Pronsfeld \| \| \| \| Westeifelbahn nach St. Vith \| \| \| \| \| Enztalbahn \| \| \| \| 2,7 \| Lünebach \| Lünebach \| \| \| 4,6 \| Kinzenburg (Bedarfshalt) \| Kinzenburg (Bedarfshalt) \| \| \| 8,5 \| Waxweiler \| Waxweiler \| |                      |                              |                              |
| Strecke (außer Betrieb) |                      | Westeifelbahn von Gerolstein | Westeifelbahn von Gerolstein |
| Bahnhof (Strecke außer Betrieb) | 0,0                  | Pronsfeld                    | Pronsfeld                    |
| Abzweig geradeaus und nach rechts (Strecke außer Betrieb) |                      | Westeifelbahn nach St. Vith  | Westeifelbahn nach St. Vith  |
| Abzweig geradeaus und nach rechts (Strecke außer Betrieb) |                      | Enztalbahn                   | Enztalbahn                   |
| Bahnhof (Strecke außer Betrieb) | 2,7                  | Lünebach                     | Lünebach                     |
| Haltepunkt / Haltestelle (Strecke außer Betrieb) | 4,6                  | Kinzenburg (Bedarfshalt)     | Kinzenburg (Bedarfshalt)     |
| Kopfbahnhof Streckenende (Strecke außer Betrieb) | 8,5                  | Waxweiler                    | Waxweiler                    |

Die Bahnstrecke Pronsfeld–Waxweiler war eine eingleisige normalspurige staatliche Nebenbahn, die Waxweiler beim Bahnhof Pronsfeld an der Westeifelbahn anschloss.

## Verlauf
Die Bahnstrecke verlief vom am westlichen Ortsrand gelegenen Bahnhof Pronsfeld leicht abfallend im Tal der Prüm, anfangs parallel zur Bahnstrecke nach Neuerburg. Bei Lünebach kreuzte die Bundesstraße 410. Kurz vor dem Endbahnhof wurde die Prüm auf einer Brücke überquert. Der Endbahnhof mit Lokschuppen und Wasserturm lag am nordwestlichen Ortsrand von Waxweiler.

## Geschichte

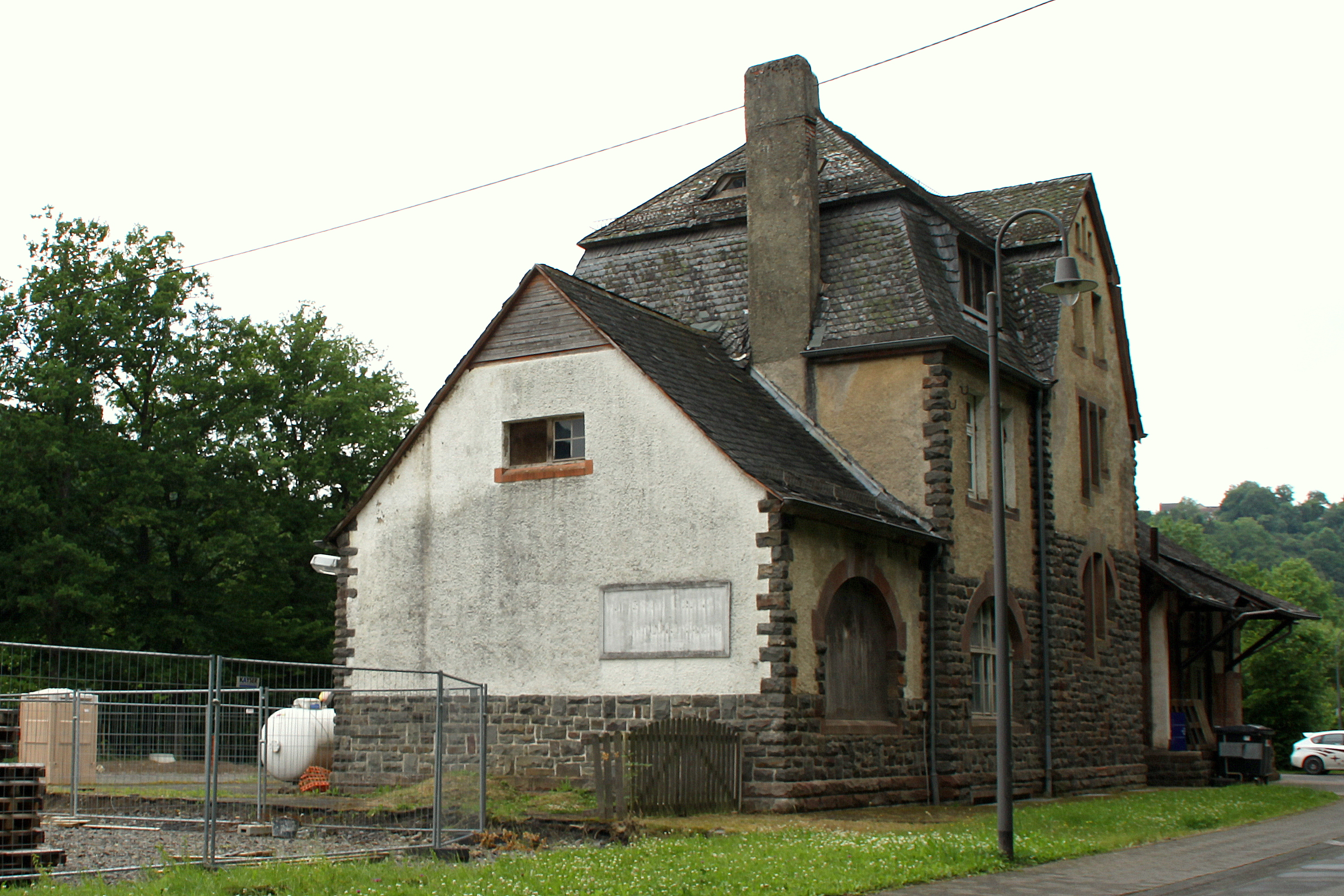
Bahnhof Waxweiler im Juni 2013

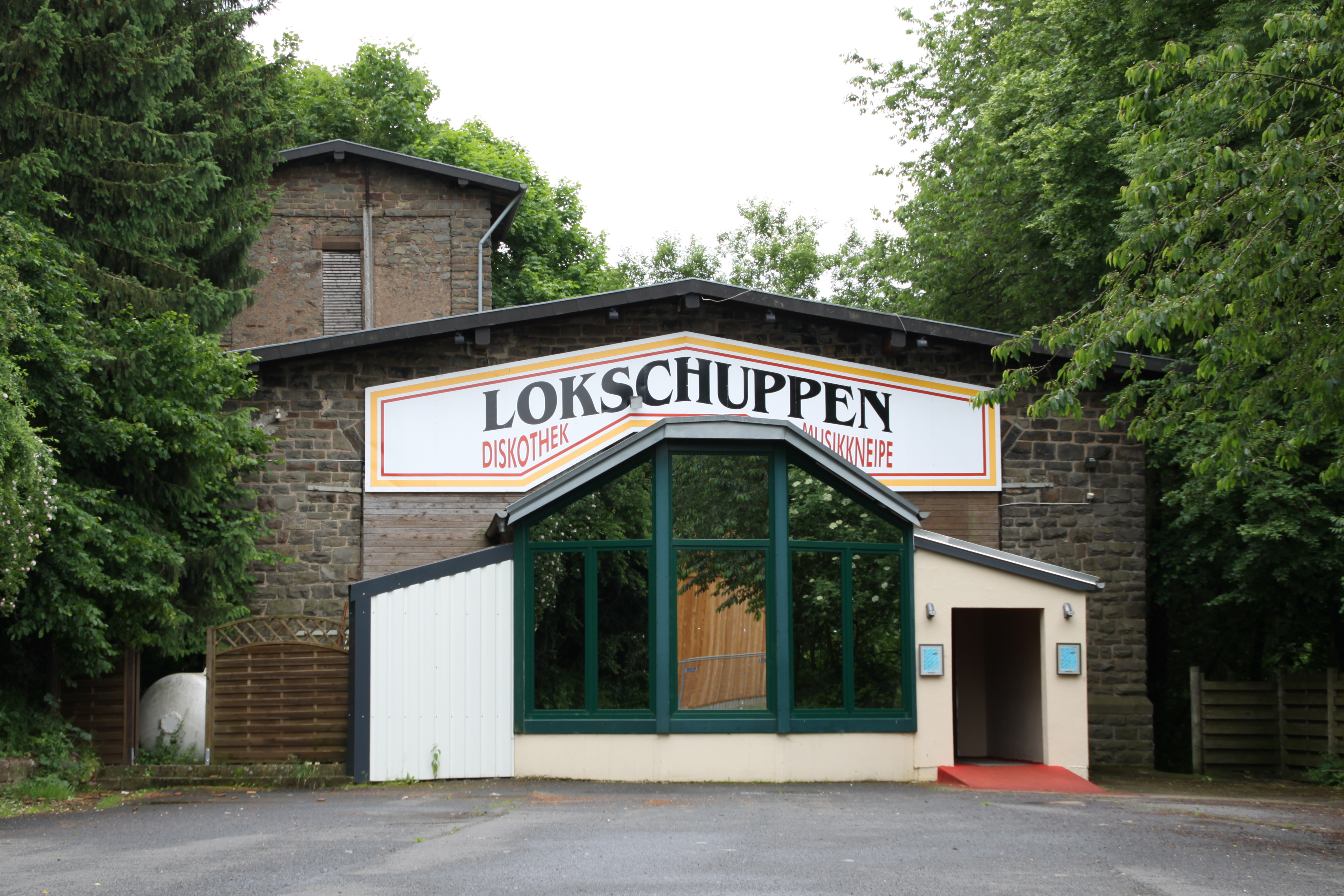
Bahnhof Waxweiler: Lokschuppen, Juni 2013

Die Strecke wurde zusammen mit der Strecke nach Neuerburg am 6. Juli 1907 als Abzweig von der Westeifelbahn eröffnet.
Der Personenverkehr auf der Strecke blieb in der Regel bescheiden. Der Fahrplan von 1914 verzeichnet lediglich vier tägliche Zugpaare. Zum Winterfahrplan 1922/23 fiel die (alte) 2. Klasse bei allen Zügen weg. Sie führten nur noch die 3. und 4. Klasse.
Am 27. August 1938 besichtigte Adolf Hitler den Westwall. Man nahm am Bahnhof Waxweiler das Mittagessen in einem eigens herangebrachten Eisenbahn-Speisewagen ein.
Im Sommerfahrplan 1939 wurde der Personenverkehr von Pronsfeld nach Waxweiler und zurück ausschließlich mit Reichsbahn-Kraftomnibussen erbracht. Dafür wurde das Angebot mit fünf täglichen Fahrtenpaaren und einer späten Verbindung an Wochenenden ein wenig ausgeweitet. An Markttagen in Prüm verkehrte morgens eine zusätzliche Fahrt von Waxweiler nach Pronsfeld, dort bestand Anschluss an einen Zug von Neuerburg nach Prüm.
Zu Beginn des Zweiten Weltkriegs wurde das Zugangebot ausgeweitet. Es verkehrten nun fünf tägliche Zugpaare. Zusätzlich fuhren drei Züge von Pronsfeld nach Waxweiler und zwei Züge von Waxweiler nach Pronsfeld „auf besondere Anordnung“. Gegen Ende des Krieges wurde im Personenverkehr das planmäßige Angebot wieder reduziert auf drei tägliche Zugpaare. Zusätzlich verkehrten ein Zugpaar vormittags an Markttagen in Prüm und ein Zugpaar nachmittags an Werktagen.
Im Zweiten Weltkrieg wurde die Strecke erheblich beschädigt. Am 17. Oktober 1949 wurde der Verkehr wieder aufgenommen.
Der Haltepunkt Kinzenburg wurde als Bedarfshalt neu eingerichtet. Allerdings schrumpfte 1953 das Zugangebot auf lediglich noch ein werktägliches Zugpaar an Vormittagen zusammen. Der übrige Verkehr wurde von einer Bahnbuslinie übernommen, die durchgehend von Prüm über Pronsfeld und Waxweiler nach Neuerburg verkehrte. Nachdem im schienengebundenen Personenverkehr Schienenbusse eingesetzt wurden, konnte das Angebot wieder etwas ausgeweitet werden. Im Sommer 1962 verkehrten zwei Zugpaare an Werktagen, drei an Sonn- und Feiertagen. Der Fahrplan weist zusätzlich an Werktagen vier Fahrtenpaare mit Bahnbussen aus.
Am 1. Januar 1966 endet der Personenverkehr. Seit 1975 lag die Genehmigung zur Streckenstilllegung vor, wurde aber bis 1987 nicht vollzogen. Die zulässige Höchstgeschwindigkeit betrug zuletzt abschnittsweise nur noch 10 km/h. Im Mai 1987 wurde der zuletzt geringe Güterverkehr eingestellt und die Gleise noch im selben Jahr abgebaut.
Auf der ehemaligen Bahntrasse wurde 2002 ein Bahntrassenradweg gebaut.
Das frühere Empfangsgebäude des Bahnhofs Waxweiler wurde von einem Bauunternehmen gekauft und bis Juli 2018 denkmalgerecht saniert. Der auf dem Bahnhofsgelände ebenfalls angesiedelte Lokschuppen wurde 2020 von der Ortsgemeinde an privat verkauft; dort werden Wohnungen eingerichtet. In früheren Jahren der Entwidmung des Lokschuppens befand sich darin eine Diskothek.